# 지통
지통(智通, ? ~ ?)은 신라 성덕왕 때의 승려이다.

## 생애
7세에 출가하여 영취산의 낭지 법사에게 나아가 제자가 되었다가, 의상 밑에서 불경의 깊은 뜻을 깨달았다. 원효 대사가 반고사에 있을 때 찾아가서 가르침을 받고 《초장관문》과 《안신사심론》을 지었다고 한다. 의상 대사의 10제자 중의 한 사람이며, 세상에서 10대덕 중 한 사람이라 칭한다. 저서로 《추동기》가 있다.